# Флойд (округ, Техас)
Округ Флойд (англ. Floyd County) расположен в США, штате Техас. Официально образован в 1876 году и назван в честь Долфина Флойда — солдата Техасской революции, погибшего в битве за Аламо в день своего 32-летия. По состоянию на 2000 год, численность населения составляла 7771 человек. Окружным центром является город Флойдейда.
Округ Флойд входит в число 46 округов Техаса с действующим сухим законом или ограничениями на продажу спиртных напитков.

## География
По данным Бюро переписи США, общая площадь округа равняется 2571 км², из которых 2570 км² суша и 3 км² или 0,03% это водоёмы.

### Соседние округа
- Бриско (север)
- Кросби (юг)
- Мотли (восток)
- Суишер (северо-запад)
- Хейл (запад)

## Демография
По данным переписи населения 2000 года, в округе проживало 7771 жителей, в составе 2730 хозяйств и 2110 семей. Плотность населения была 3 человека на 1 квадратный километр. Насчитывалось 3221 жилых домов, при плотности покрытия 1 постройка на 1 квадратный километр. По расовому составу население состояло из 74,16% белых, 3,38% чёрных или афроамериканцев, 0,76% коренных американцев, 0,17% азиатов, 0,05% коренных гавайцев и других жителей Океании, 19,66% прочих рас, и 1,81% представители двух или более рас. 45,93% населения являлись испаноязычными или латиноамериканцами.
Из 2730 хозяйств 39,4% воспитывали детей возрастом до 18 лет, 63,9% супружеских пар живших вместе, в 9,7% семей женщины проживали без мужей, 22,7% не имели семей. На момент переписи 21,3% от общего количества жили самостоятельно, 12,3% лица старше 65 лет, жившие в одиночку. В среднем на каждое хозяйство приходилось 2,79 человека, среднестатистический размер семьи составлял 3,26 человека.
Показатели по возрастным категориям в округе были следующие: 31,4% жители до 18 лет, 7,4% от 18 до 24 лет, 24,4% от 25 до 44 лет, 20,7% от 45 до 64 лет, и 16,2% старше 65 лет. Средний возраст составлял 35 лет. На каждых 100 женщин приходилось 93,8 мужчины. На каждых 100 женщин в возрасте 18 лет и старше приходилось 89,9 мужчины.
Средний доход на хозяйство в округе составлял 26 851 $, на семью — 32 123 $. Среднестатистический заработок мужчины был 25 487 $ против 18 929 $ для женщины. Доход на душу населения был 14 206 $. Около 19,5% семей и 21,5% общего населения находились ниже черты бедности. Среди них было 28,6% тех кому ещё не исполнилось 18 лет, и 16,5% тех кому было уже больше 65 лет.

## Политическая ориентация
На президентских выборах 2008 года Джон Маккейн получил 70,77% голосов избирателей против 28,96% у демократа Барака Обамы.
В Техасской палате представителей округ Флойд числится в составе 68-го района. Интересы округа представляет республиканец Дрю Спрингер из Манстера.

## Населённые пункты

### Города, посёлки, деревни

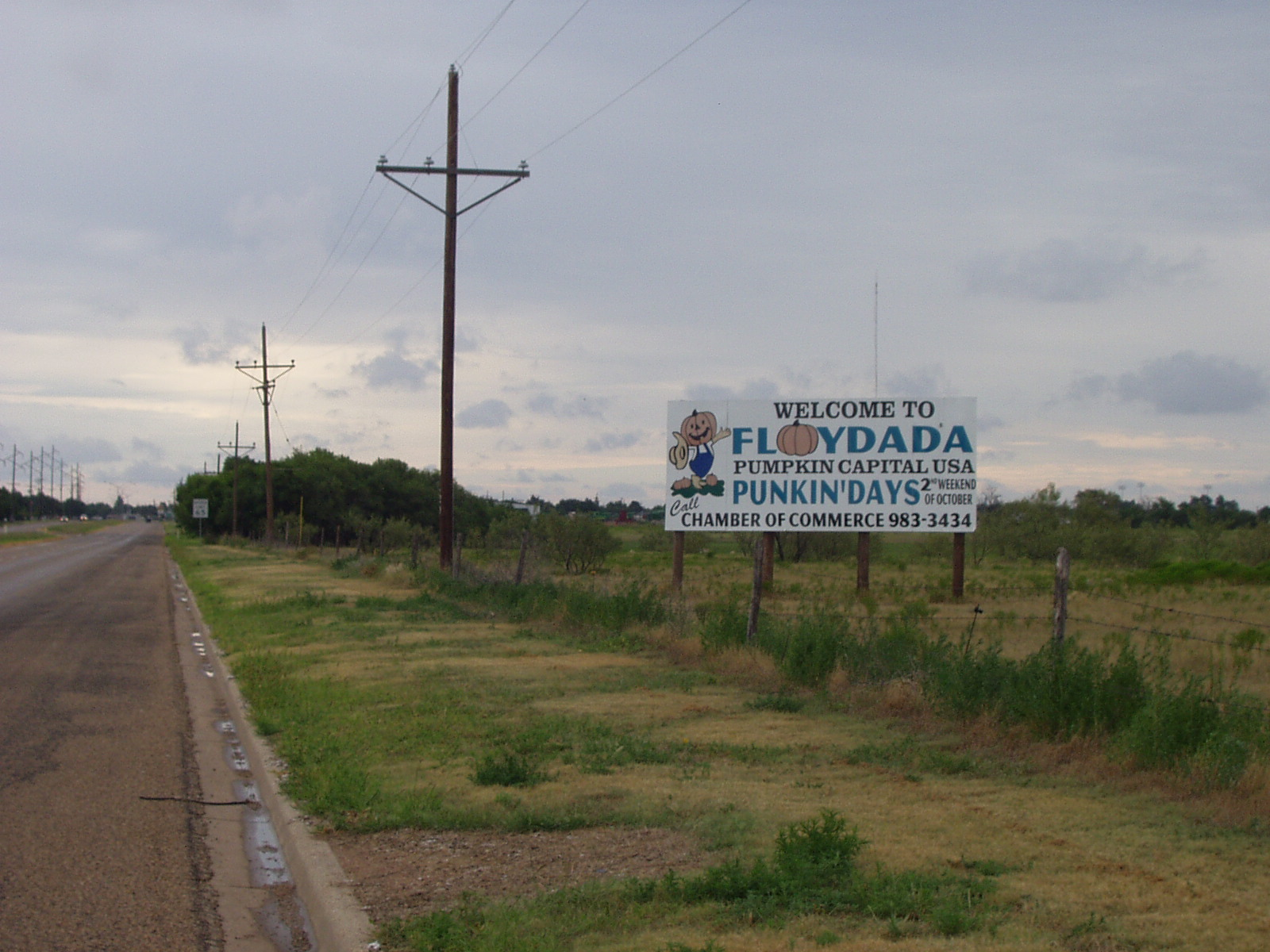
Знак приветствия на въезде в окружной центр Флойдейду

- Локни
- Флойдейда

### Немуниципальные территории
- Доэрти
- Саут-Плейнс
- Эйкен

## Образование
Образовательную систему округа составляют следующие учреждения:
- школьный округ Флойдейда[5]
- школьный округ Локни[6]